# Sergio Mariotti
Sergio Mariotti (ur. 10 sierpnia 1946 we Florencji) – włoski szachista, arcymistrz od 1974 roku.

## Kariera szachowa
Od drugiej połowy lat 60. do końca lat 80. XX wieku należał do czołówki włoskich szachistów. W roku 1965 zdobył w Turynie tytuł mistrza kraju w kategorii juniorów. Wielokrotnie startował w finałach indywidualnych mistrzostw kraju, zdobywając 4 medale: dwa złote (1969, 1971), srebrny (1977) oraz brązowy (1974). Pomiędzy 1972 a 1988 rokiem czterokrotnie reprezentował narodowe barwy na szachowych olimpiadach (w tym dwukrotnie na I szachownicy). Na swoim koncie posiada brązowy medal, który otrzymał w roku 1974 za indywidualny rezultat na I szachownicy. Dzięki temu wynikowi w tym samym roku otrzymał – jako pierwszy w historii zawodnik włoski – tytuł arcymistrza.
W roku 1976 zajął XIII miejsce w turnieju międzystrefowym (eliminacji mistrzostw świata) w Manili. Do innych sukcesów Mariottiego w turniejach międzynarodowych należą m.in. zwycięstwa w Neapolu (1968, 1969), La Spezia (1969), Reggio Emilia (1970), San Benedetto (1970), Bari (1971), Caorle (1975, turniej strefowy), Rovigo (1976), Sztokholmie (1976/77, turniej Rilton Cup), i Lugano (1979).
Najwyższy ranking w karierze osiągnął 1 stycznia 1980 r., z wynikiem 2500 punktów dzielił wówczas 95-100. miejsce na światowej liście FIDE, jednocześnie zajmując 1. miejsce wśród włoskich szachistów.
Na początku lat 90. w znacznym stopniu ograniczył starty w turniejach szachowych i zajął się działalnością organizacyjną. W latach 1994–1996 pełnił funkcję Prezydenta Włoskiej Federacji Szachowej.